# Fittone resinato

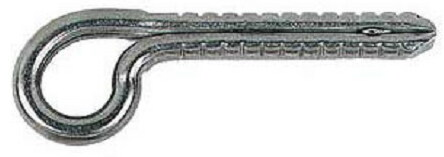
Un tipico fittone resinato.

Il fittone resinato è un tipo di ancoraggio per la sicurezza fissato stabilmente in parete.
Il fittone è più propriamente un golfare in acciaio inox che per ancoraggio chimico, mediante una resina bicomponente (in genere resina epossidica o epossi-acrilica), viene fissato nel suo alloggio (scavato mediante trapano) in parete. Ancoraggi a resine monocomponente (resina poliestere insatura) sono meno duraturi e meno resistenti nel tempo agli agenti atmosferici.
I fittoni si sono diffusi nell'arrampicata moderna e da alcuni chiodatori, sono spesso preferiti agli spit. In teoria i fittoni sono anche più resistenti agli agenti atmosferici/ambientali rispetto agli spit, ma non si ha ancora un vero riscontro con il tempo. Tuttavia alcuni chiodatori esperti iniziano a valutare l'utilizzo di fittoni di un materiale piuttosto che un altro (solitamente titanio al posto del classico acciaio inox) nelle falesie sul mare e nelle lacustri, poiché più resistenti alla corrosione. Però è bene sottolineare che l'utilizzo di tali materiali è piuttosto recente non si hanno ancora dati certi sul lungo periodo.
Essendo la parte ultima un anello dalla sezione larga e arrotondata, essi offrono una superficie adatta per lo scorrimento della corda e possono quindi venir usati anche per effettuare calate (realizzando una "sosta alla francese" su almeno due di questi ancoraggi), consentendo inoltre di effettuare agevolmente manovre di corda anche con un rinvio o un moschettone a ghiera inseriti nello stesso golfare.
La piastrina di uno spit invece ha una sezione molto sottile, per questo il foro della stessa deve essere utilizzato solo per agganciarvi rinvii o moschettoni, e non per passarvi direttamente la corda che altrimenti potrebbe abradersi o addirittura rompersi.